# Совет Друзей на службе обществу
Совет Друзей на службе обществу (англ.  Friends Service Counsil). Нынешнее название Квакерский комитет мира и социального служения (англ. Quaker Peace & Social Witness, сокр. QPSW). В настоящее время является одним из комитетов Британского годового Собрания квакеров. 
Основан в 1868 году как Квакерская ассоциация иностранных миссий (англ. Friends Foreign Mission Association), которая в 1927 объединилась с Советом международного служения (англ. Council for International Service, 1919—1927) в новую организацию: Friends Service Council (1927—1978), переименованную в Quaker Peace and Service (1979—2000), затем, с 2001 года — Quaker Peace & Social Witness.
В 1947 году Совет Друзей на службе обществу разделил Нобелевскую премию мира с аналогичным американским коллегой по квакерству Американским комитетом Друзей на службе обществу.